# Hospital Universitario del Vinalopó
El Hospital Universitario del Vinalopó es uno de los tres centros hospitalarios ubicados en la ciudad española de Elche, en la provincia de Alicante. Este se trata de un hospital público de gestión privada (gestionado por Ribera Salud). Pertenece a la red de hospitales de la Generalidad Valenciana. Su puesta en marcha se produjo en 2010, estando adscritos a este hospital parte del municipio de Elche y los municipios de Aspe, Crevillente, Hondón de las Nieves y Hondón de los Frailes conformando el Área de salud 24 de la Agencia Valenciana de Salud.
- Datos: Q5902596